# Rutilia townsendi
Rutilia townsendi là một loài ruồi trong họ Tachinidae.